# 上田原 (上田市)
上田原（うえだはら）は、長野県上田市の地名。郵便番号は386-1102。

## 地理
上田市の川辺地区に属する。北は下之条、中之条、東は御所、南は神畑、西は築地に隣接する。東西に国道143号、上田電鉄別所線、北東から南西に県道上田丸子線が通じる。東部の倉升山麓に発達する扇状地と、産川、千曲川が形成する河岸段丘の上に立地する地形で、地名の由来となっている。国道・県道や別所線の駅を中心に住宅地や郊外型商業地が形成され、南部に月見ヶ丘団地、東部に長池公園団地がある。

## 歴史
中世は小県郡小泉荘の一部をなし、下之条に跨る一帯は天文17年（1548年）に起きた上田原の戦いの古戦場跡である。江戸時代は上田藩領。

### 沿革
- 明治22年（1889年）4月1日 町村制施行に及び小県郡の下之条村、上田原村、神畑村、築地村が合併し小県郡川辺村となり、その大字となる。
- 昭和29年（1954年）4月1日　小県郡|川辺村は、上田市に編入し、上田市上田原となった。

## 世帯数と人口
2019年（令和元年）12月1日現在の世帯数と人口は以下の通りである。
| 大字   | 世帯数    | 人口    |
| ------ | --------- | ------- |
| 上田原 | 3,567世帯 | 7,907人 |

### 人口の変遷
| 2005年（平成17年） | 7,620人 | [ 6 ] |  |
| 2010年（平成22年） | 7,684人 | [ 6 ] |  |
| 2015年（平成27年） | 7,822人 | [ 6 ] |  |

## 交通

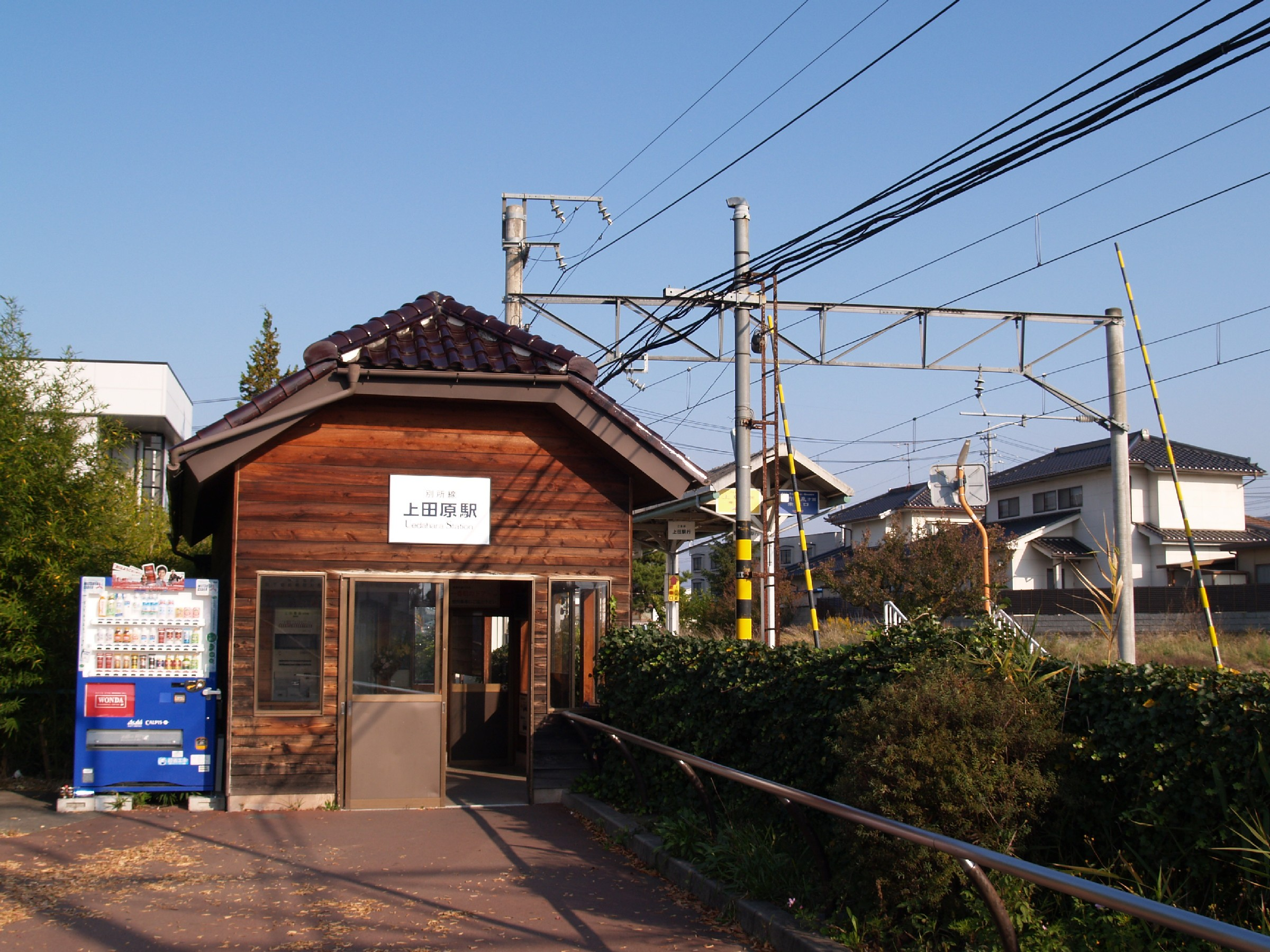
上田原駅

- 上田電鉄別所線
  - 赤坂上駅
  - 上田原駅

## 施設
- 上田創造館
- 信州うえだ農業協同組合 川辺支所
- 上田原簡易郵便局
- 上田市立川辺小学校
- 上田南幼稚園
- バリューブックス本社

## 小・中学校の学区
市立小・中学校に通う場合、学区は以下の通りとなる。
| 地区                       | 小学校             | 中学校             |
| -------------------------- | ------------------ | ------------------ |
| 上田原、川辺町(三区)、倉升 | 上田市立川辺小学校 | 上田市立第四中学校 |
| 川辺町(一区、二区)         | 上田市立南小学校   | 上田市立第六中学校 |